# Kanton Rochefort-Sud
Kanton Rochefort-Sud je francouzský kanton v departementu Charente-Maritime v regionu Poitou-Charentes. Do kantonu patří pouze část města Rochefort.